# Monastero di Pedralbes

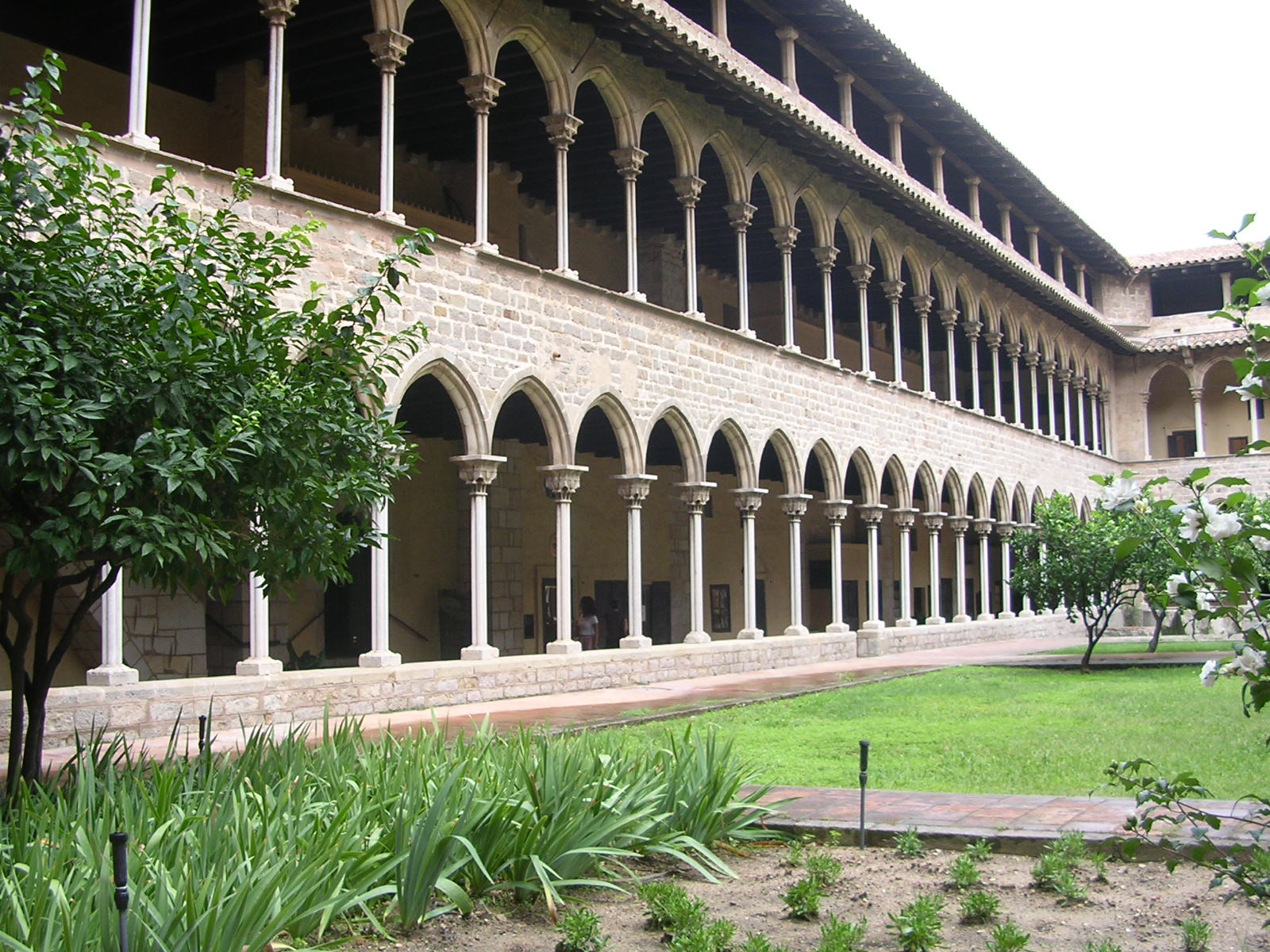
Veduta del chiostro

Il monastero di Pedralbes è un monastero gotico catalano che si trova a Barcellona, oggi utilizzato come museo.
Il nome deriva dal fatto che nel XIV secolo era conosciuto come Petras Albas (in latino "pietre bianche"), per via del materiale di costruzione utilizzato.

## Storia
Il monastero fu fondato nel 1326 da re Giacomo II d'Aragona per la moglie Elisenda di Moncada e ospitava una comunità di clarisse, per lo più figlie di famiglie nobili. La regina conferì al monastero una serie di privilegi, tra cui la protezione diretta della città di Barcellona, attraverso il Consiglio dei Cento, che aveva il compito di difenderlo in caso di pericolo. Elisenda costruì anche un palazzo annesso al monastero, dove visse dopo la morte del marito nel 1327 e dove morì nel 1367.
Durante la rivolta catalana del 1640 le monache vennero espulse, per tornarci solo successivamente e tutt'oggi nel complesso risiede ancora un piccolo numero di suore.
Il monastero è stato dichiarato monumento nazionale nel 1991.

## Panoramica

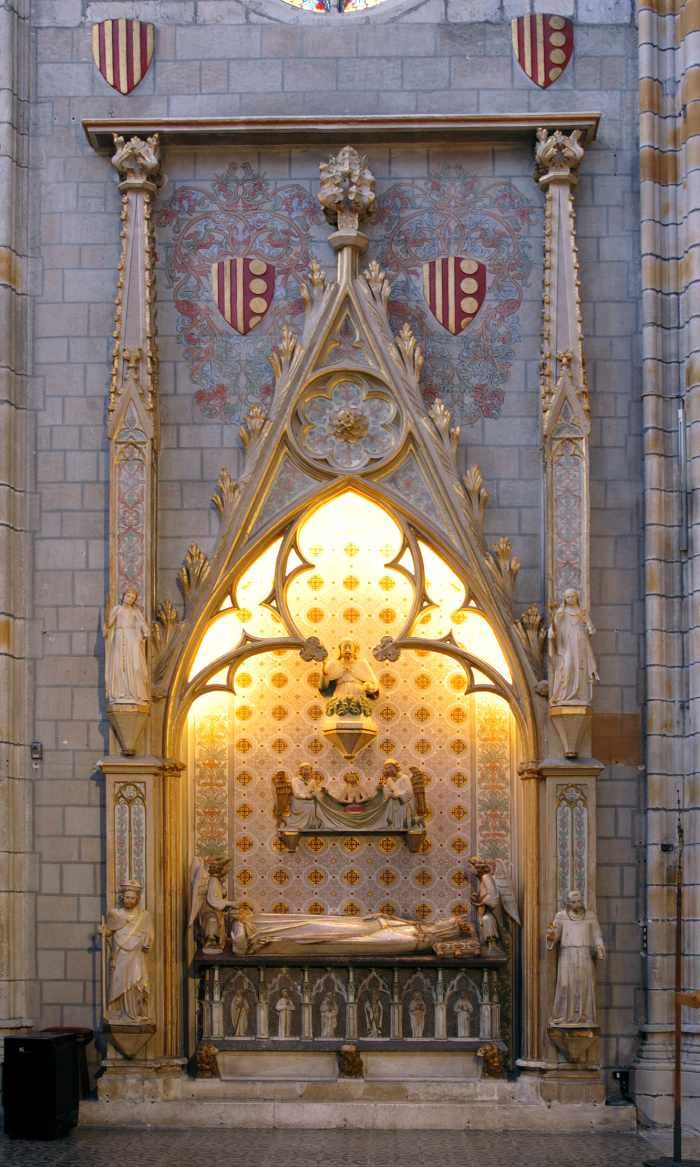
Tomba di Elisenda di Moncada

In origine il monastero era difeso da una linea di mura, di cui oggi restano solo due torri e una porta.
La chiesa è a navata unica, con volte a crociera e abside poligonale e custodisce un retablo gotico di Jaume Huguet, mentre la facciata è caratterizzata da un grande rosone.
Il chiostro si sviluppa su tre piani, per una lunghezza di 40 metri, con un giardino centrale di aranci e palme. È formato da ampi archi su colonne, i cui capitelli sono decorati con gli emblemi dei Re d'Aragona e della Casa di Moncada. In una delle ali del chiostro si trova il sepolcro della regina Elisenda, in alabastro.
Notevole è anche la Cappella di San Michele, che custodisce numerosi affreschi di Ferrer Bassa, risalenti al 1346 e testimonianti l'influenza di Giotto. Negli anni '90 l'ex dormitorio ha ospitato una mostra permanente di opere della collezione Thyssen-Bornemisza, con opere di pittori italiani del Trecento, e successivamente opere di artisti quali Rubens, Canaletto, Tintoretto, Velázquez e Beato Angelico.